# Jordan Bowery
Jordan Nathaniel Bowery, né le 2 juillet 1991 à Nottingham, est un footballeur anglais qui évolue au poste d'attaquant à Mansfield Town.

## Biographie
Le 20 novembre 2015, il est prêté à Bradford.
Le 22 janvier 2016 il rejoint Oxford United.
Le 11 juin 2019, il rejoint MK Dons.

## Palmarès

### En club
- Chesterfield
  - Vainqueur de la League Two 2010-2011
  - Vainqueur du Football League Trophy 2012